# هایلند پارک (نیوجرسی)
هایلند پارک (به انگلیسی: Highland Park) شهری در ایالت نیوجرسی کشور ایالات متحده آمریکا است که جمعیت آن در سرشماری سال ۲۰۱۰ میلادی، ۱۳٬۹۸۲ نفر بوده‌است.